# Catàleg de galàxies principals

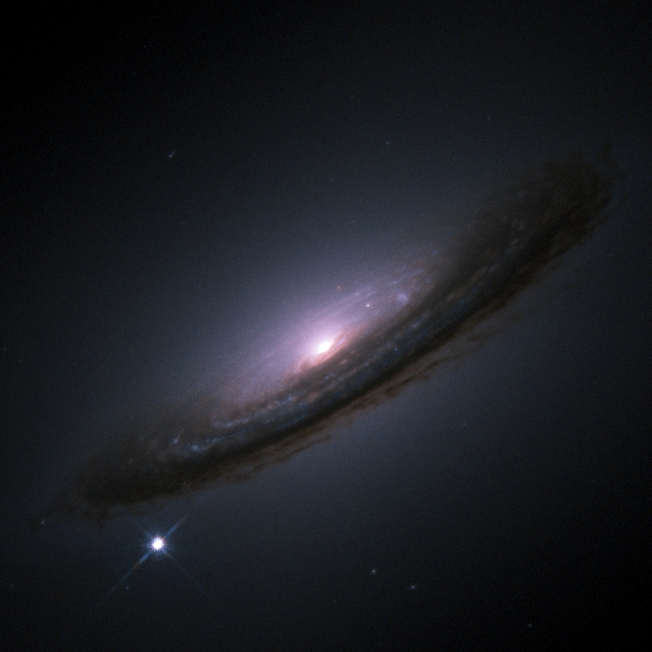
PGC 41772 és una galàxia lenticular que es troba a la constel·lació de la Verge. El centelleig que s'observa a la imatge és la supernova SN 1994D

El Catàleg de Galàxies Principals (PGC) original és un catàleg astronòmic publicat el 1989 que conté la informació principal (morfologia, magnitud, ascensió recta, declinació i velocitat radial) de 73.197 galàxies. Fou compilat per G. Paturel i L. Bottinelli de la Universitat de Lyon i L. Gouguenheim del Observatori de París.

## Actualització
L'any 2003 el catàleg PGC fou actualitzat per Georges Paturel, Chantal Petit, Philippe Prugnel, Gilles Theureau, Marianne Brouty, Pascal Dubois i Laurent Cambresy.

El catàleg PGC2003 inclou a la seva base de dades 983.261 galàxies de magnitud B aproximadament menor a 18.

## Altres catàlegs astronòmics
- Catàleg Índex
- Catàleg General
- Catàleg Messier
- Nou Catàleg General
- Nou Catàleg General Revisat
- Catàleg General d'Uppsala